# Rádió GaGa (Miskolc)
A Rádió GaGa Észak-Magyarország első regionális kereskedelmi rádióadója volt, ami 1999. március 14-én kezdte meg sugárzását földi műsorterjesztéssel 96.3 MHz-en Miskolcon és környékén.
2000 októberétől a rádió Kazincbarcikán és Ózdon is hallgatható, a 95.9-es, illetve a 99.5 MHz-es sávon. 2001 júniusában a rádióadó új tulajdonoshoz került, októbertől egy hálózatra csatlakozott a budapesti Juventus Rádióval, és innentől naponta sugározzák a Juventus Plusz műsort is, hétfőtől péntekig 10-től 14 óráig, hétvégén 17 óráig.
A Rádió GaGa műsora a zenei műsorok mellett helyi hírek és információk közléséből, programajánlókból áll. A rádió félóránként jelenti a legfontosabb helyi híreket, valamint a jelentősebb belföldi politikai eseményeket, valamint ez az egyetlen, a régióban fogható rádióadó, mely beszámol a Diósgyőri VTK és a DKSK meccseiről is. Ez megfelel szignáljuknak, mely szerint „a Rádió GaGa a zene és a sport rádiója.”
A médiával foglalkozó két fő piackutató, a GfK Hungária és a Szonda Ipsos szerint a régióban indulása óta a Rádió GaGa a legnépszerűbb adó. A hallgatóság nagy része a 20–45 éves korosztályhoz tartozik. Naponta több mint 200 000 potenciális hallgatója van az adónak.
A Rádió GaGa évente több alkalommal szervez zenei rendezvényeket, ilyenek például a Vén Teenager Party és a Valentin-napi party.